# Visión mesópica
La visión mesópica es una visión intermedia (intermedia entre la fotópica y la escotópica) que se da en situaciones de iluminación, que sin llegar a la oscuridad total, tampoco llegan a ser la luz de un día a pleno sol. Se trata, principalmente, del tipo de visión empleado en condiciones de luz artificial, donde tanto conos como bastones entran en juego.
El sistema de visión humano tiene dos tipos de receptores en la retina, conos y bastones, que utiliza para enviar señales visuales al cerebro. El actual sistema de fotometría para determinar la cantidad de luz que se necesita para realizar una tarea, independientemente las condiciones de iluminación o de la hora del día, está basada en cómo funcionan los conos. Los conos son los receptores visuales dominantes en condiciones fotópicas de iluminación (durante el día). Los bastones funcionan principalmente bajo condiciones oscuras (escotopicos). Bajo las condiciones de iluminación mesópica, que generalmente se encuentran en exteriores durante la noche, la combinación de conos y bastones forman parte de la función visual humana. Por lo anterior las luminarias en exteriores que son ajustados acorde a la forma en que la visión humana se comporta bajo condiciones de iluminación mesopica, pueden ser utilizadas para reducir el resplandor de la superficie de las calles y al mismo tiempo brindar mejor visibilidad.
La mayoría de los escenarios nocturnos exteriores y de alumbrado público vial se encuentran en el rango mesopico.
El método tradicional de medición de luz considera solamente la visión fotópica y es comúnmente inexacto en predecir como los humanos perciben la luz en la noche. Las investigaciones en esta área típicamente se centran en mejorar el alumbrado exterior, así como la iluminación para aviación. El efecto visual considera la medición de la iluminación mesópica y es utilizado para pruebas de iluminación en luminarias de exteriores y alumbrado público.